# Urgleptes freudei
Urgleptes freudei är en skalbaggsart som beskrevs av Gilmour 1959. Urgleptes freudei ingår i släktet Urgleptes och familjen långhorningar. Inga underarter finns listade i Catalogue of Life.